# Charles Hedges
Sir Charles Hedges (ur. 1650, zm. 10 czerwca 1714) – brytyjski prawnik i polityk.
Jego ojcem był Henry Hedges z Wanborough (Wiltshire), z matką  Margaret Pleydell, córka  Richarda Pleydell z Childrey, (Berkshire). Kształcił się w Magdalen Hall w Oksfordzie. Później był parlamentarnym radcą prawnym. Od 1698 roku poseł Izby Gmin.
Od 18 maja 1704 do 3 grudnia 1706 był sekretarzem stanu południowego departamentu. Wigowie wymusili na królowej Annie jego dymisję.
W 1714 roku zmarł. Wdowa po nim Eleanor Smith, córka George’a Smitha zmarła w 1733 r.